# Sturmgeschütz III
O Sturmgeschütz III (StuG III) foi um canhão de assalto e um dos veículos blindados mais produzidos pela Alemanha durante a Segunda Guerra Mundial.
Ele foi baseado nos chassi do Panzer III, que levava um canhão de 37 mm e depois um de 50 mm, que se comprovou obsoleto com o surgimento do KV-1 e do T-34 soviético. Ele foi equipado com um canhão de cano curto de 75 mm para apoio da infantaria, o mesmo usado nos primeiros Panzer IV, foi modificado até que, em 1942, se empregou extensamente como caçador de carros, com a montagem de uma peça de 75 mm de cano longo e de alta velocidade anti-tanques.
Muitas vezes, foi utilizado em companhias de carros de combate, como substituto dos modelos convencionais de torre rotativa. A série de Sturmgeschütz é provavelmente conhecida por sua excelente relação entre preço e rendimento, juntando à confiabilidade e funcionamento silencioso do Panzer III um canhão melhor (Stuk 40 L/48, na série G), além de uma blindagem superior e um perfil muito mais baixo.
No final da guerra se haviam construído cerca 10.500 unidades. O veiculo levava até 4 tripulantes, e seu comprimento chegava a 6,85 metros e sua altura 2,16 metros. Seu peso chegava a 23,9 toneladas. A velocidade máxima em estrada era de 40 km/h e em outros terrenos rondava os 25 km/h.
Foi utilizado pela Alemanha, Itália, Finlândia, Espanha e Síria. Estes 3 últimos países aposentaram suas unidades até nos anos 60.

## Fotos

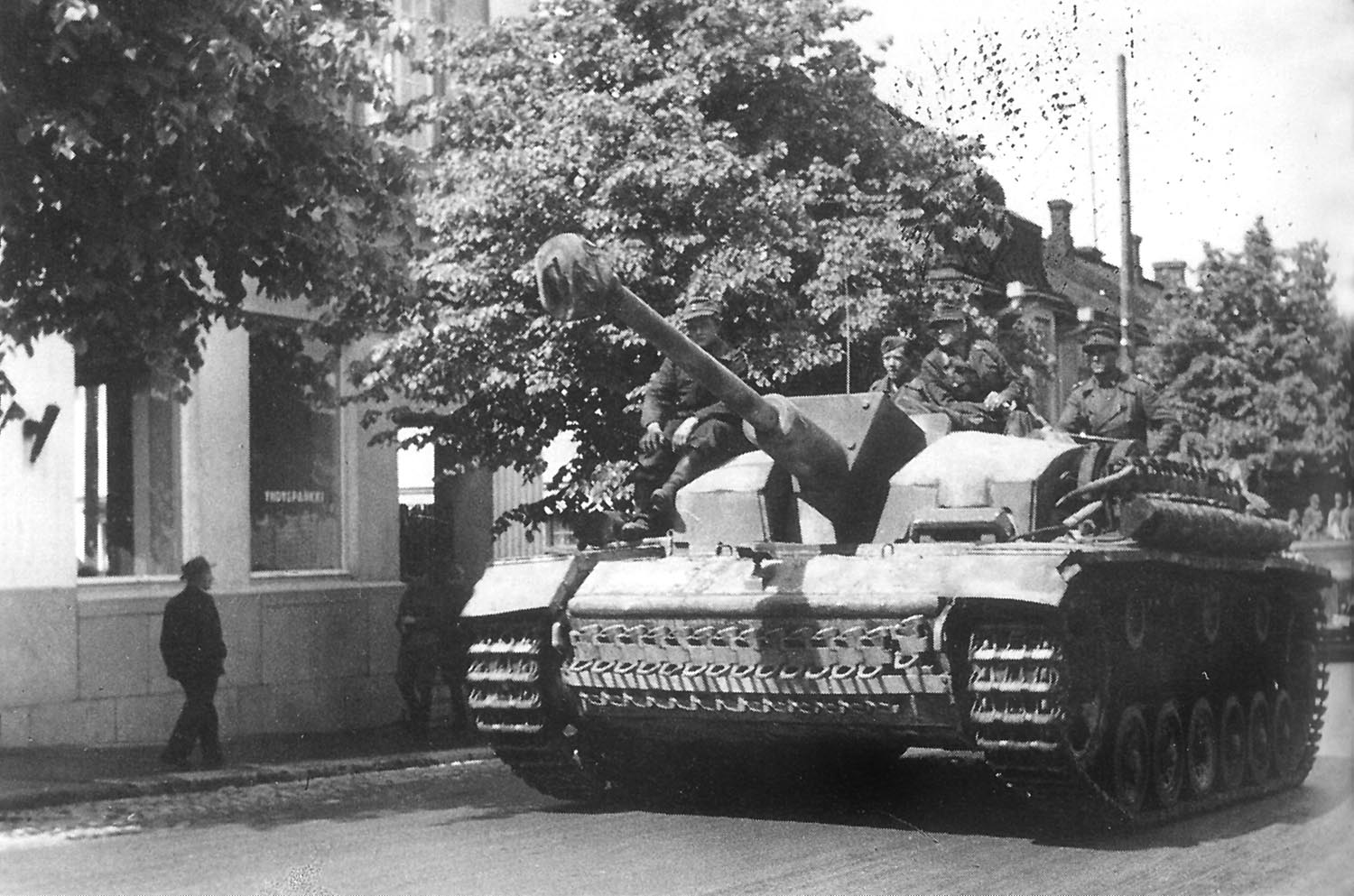
Um Sturmgeschütz III na Finlândia.
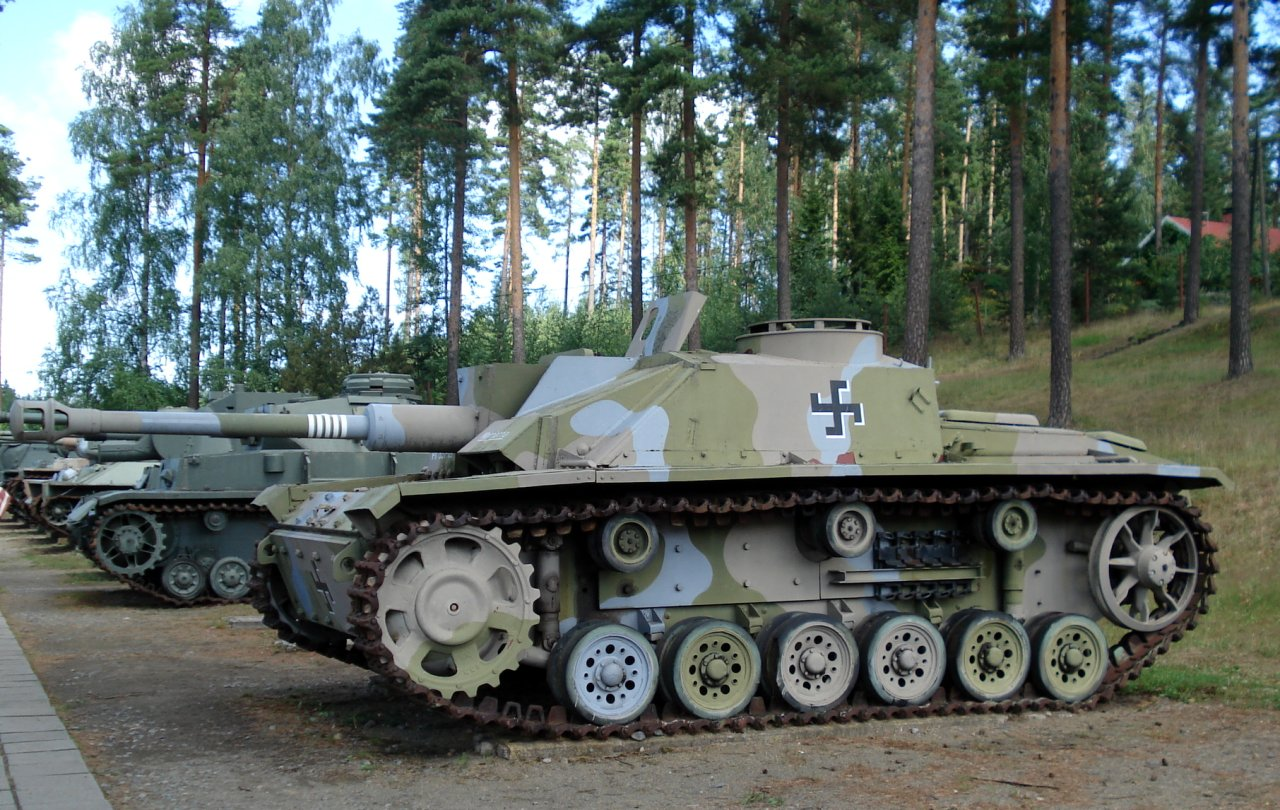
Um StuG III finlandês.
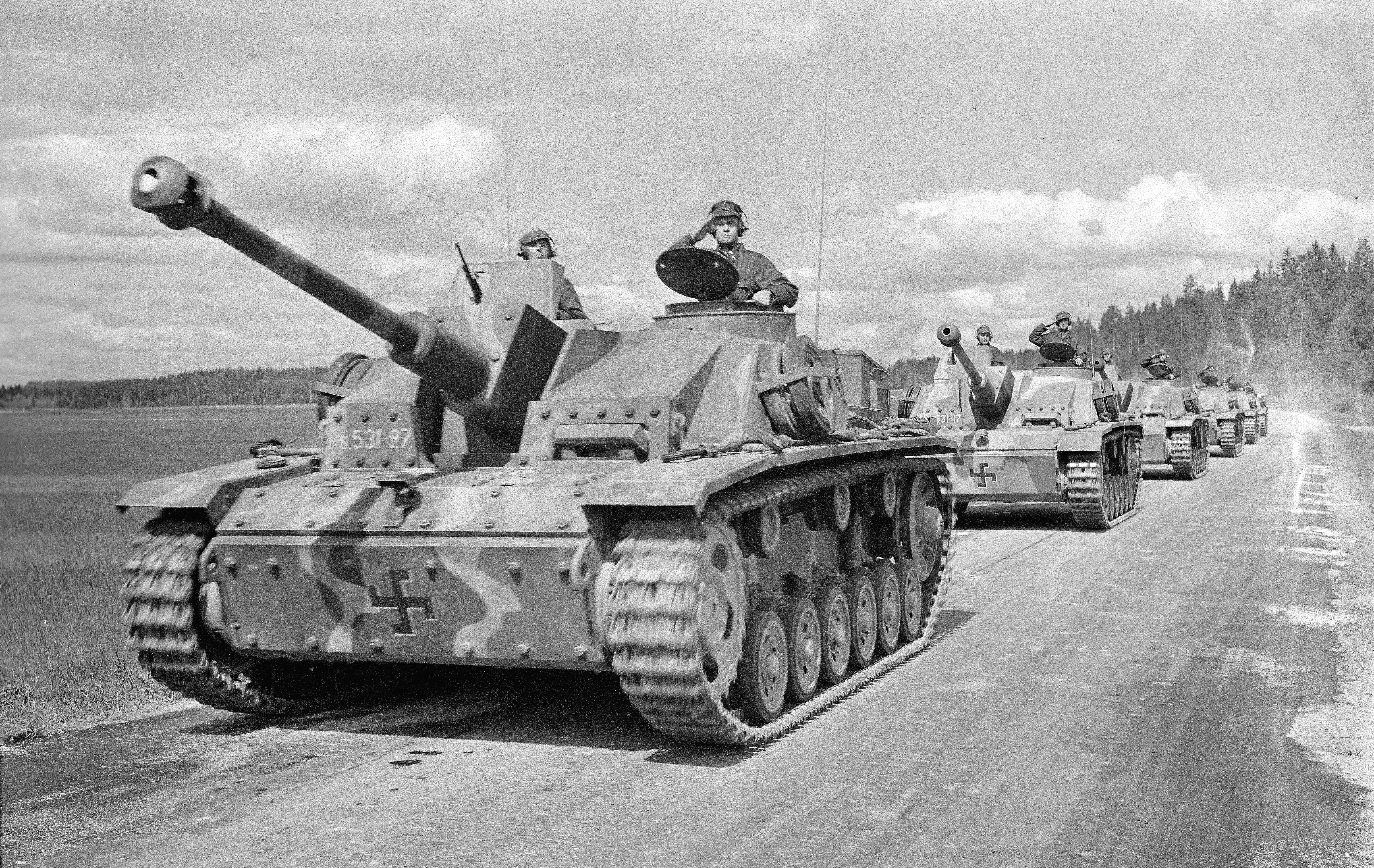
Um Sturmgeschütz em ação.